# Lachgassedierung
Die Lachgassedierung ist ein medizinisches Verfahren zur Schmerz- und Angstlinderung, bei dem Patienten Lachgas (Distickstoffmonoxid) durch Einatmen zugeführt wird. Es findet besonders in der Zahnmedizin und Geburtshilfe Verwendung. Lachgassedierung unterscheidet sich von der Lachgasanästhesie unter anderem durch das Erhaltenbleiben des Bewusstseins und der Atem- und Schutzreflexe.

## Geschichte
Distickstoffmonoxid (Chemische Formel: N2O), auch Lachgas oder Stickoxydul genannt, wurde im Jahr 1772 von dem englischen Theologen, Philosophen, Physiker und Chemiker Joseph Priestley entdeckt, die erste Beschreibung der analgetischen Wirkung erfolgte 1799 durch den ebenfalls aus England stammenden Chemiker Humphry Davy. Die erste Verwendung als Schmerzmittel wird dem US-amerikanischen Zahnarzt Horace Wells zugeschrieben, der sich im Jahr 1844 einen Zahn ziehen ließ, während er Lachgas atmete. Seit 1868 wird eine Mischung aus Lachgas und Sauerstoff als Anästhetikum bei klinischen Operationen verwendet.
Die Methode der Lachgasanalgesie zur Ergänzung der zahnärztliche Lokalanästhesie wurde 1954 von E. Fuchs, H. Tracksdorf und von P. von Vonow eingeführt und dann zwischen 1956 und 1968 von A. Tom und J. H. Klock weiter für längerdauernde konservierende Zahnbehandlungen ausgebaut.
Das Verfahren der Lachgassedierung unter Nutzung der sedierenden Wirkung wurde in Deutschland in den vergangenen Jahrzehnten (Stand von 2018) seltener praktiziert, da die technische Ausstattung zur genauen Steuerung der Sedierungstiefe fehlte. Mit dem Fortschritt der Technik und der damit einhergehenden Lösung der Probleme findet das Verfahren auch wieder in Deutschland vermehrt Einsatz. In den USA, England, den Niederlanden und Skandinavien ist das Verfahren weiter verbreitet.
Eine Zertifizierung ist für deutsche Ärzte und Zahnmediziner empfohlen, aber nicht verpflichtend.

## Wirkung und Anwendung
Die Unterscheidung zwischen der Lachgassedierung und der -anästhesie ist essentiell. Während der Patient bei der Anästhesie das Bewusstsein verliert und auf künstliche Beatmung angewiesen ist, birgt die Sedierung weniger Risiken. Der Patient bleibt ansprechbar und behält seine Atem- und Schutzreflexe.
Das Verfahren wird besonders bei Kindern und Erwachsenen mit Zahnbehandlungsphobien angewendet, die beruhigende, Würgereiz unterdrückende Wirkung kann auch ein ausschlaggebender Grund für besonders unruhige und ängstliche Patienten ab vier bis sechs Jahren sein. Weiterhin sind Alternativen wie die Vollnarkose vergleichsweise teuer und müssen von einem Anästhesisten durchgeführt werden.
Über Gesichts-/Nasenmasken eingeatmet und über die Lunge aufgenommen, im Blut gelöst und vom Zentralnervensystem und Gehirn absorbiert, wird das weitgehend inerte Lachgas praktisch nicht metabolisiert. Die Wirkung wird im ZNS entfaltet, der Patient empfindet die Behandlung als kürzer, weniger schmerzhaft, ist entspannt mit verringerten Würge- und Schluckreizen und ist auch empfänglicher für Hypnose, besonders Kinder. Das Gas wird nach Ende der Zufuhr schnell wieder ausgeschieden, zum Großteil pulmonal.
Zu Beginn der Behandlung wird dem Patienten 100%iger Sauerstoff verabreicht. Nach ein bis zwei Minuten wird die Lachgasdosierung in 10-%-Schritten erhöht. Seltener, besonders bei unruhigen Kindern, ist die sogenannte „Blitzeinleitung“, bei der von Beginn an direkt eine Mischung verabreicht wird, die 30 bis 50 % des Wirkstoffs enthält. In der Zahnmedizin ist eine Mischung aus 30 bis 50, maximal 70 % üblich, höhere Mengen können die Morbiditäts- und Mortalitäts-Rate der Patienten erhöhen. Nach Abschluss der Behandlung wird dem Patienten drei Minuten lang reiner Sauerstoff zugeführt, um eine Diffusionshypoxie zu vermeiden.
Um eine schmerzfreie Behandlung zu gewährleisten, wird dem sedierten Patienten meist zusätzlich eine Lokalanästhesie gespritzt, da Lachgas allein keine ausreichende Schmerzausschaltung bewirkt.
Lachgas findet in den letzten Jahren auch wieder vermehrt als Analgetikum in der Geburtshilfe und Dermatologie Verwendung, insbesondere Gasgemische aus 50 % Distickstoffmonoxid und 50 % Sauerstoff. Dabei wird während der Geburt die Atemmaske von der Gebärenden selbst gehalten und somit die Stärke und Wirkung des Schmerzmittels gesteuert, ebenso durch die Atemfrequenz. Von Hautärzten wird das Gasgemisch beispielsweise als Mittel zur Schmerzlinderung bei Entfernungen von Tätowierungen und Permanent Make-up sowie bei Laserbehandlungen von Rosazea verwendet.

## Risiken
Kontraindikationen für eine Lachgassedierung bestehen bei Patienten, die in der ASA-Klassifikation in die Gruppen 3 oder höher fallen, und besonders Schwangere, Drogenabhängige, sowie Patienten mit Darmverschluss, Mittelohrentzündung, Mastoiditis, einer kürzlich durchgeführten Vitrektomie, einem nicht behandelten Mangel an Vitamin B12 und solche, die eine Behandlung mit Bleomycin durchlaufen. Grund für viele dieser Gegenanzeigen ist, dass Lachgas in die Hohlräume des Körpers diffundiert und diese expandieren können.
Es gibt keine bekannten Fälle von Allergien auf Lachgas und wird die Behandlung korrekt durchgeführt, eine Dauer von 4–6 Stunden nicht überschritten, so ist sie risikoarm und der Patient kann ohne lange andauernde Nachwirkungen alltägliche Aufgaben ausüben. Das Risiko einer Diffusionshypoxie wird durch Zufuhr von reinem Sauerstoff nach Behandlungsende minimiert.
Jeder Patient muss jedoch während der Behandlung überwacht werden, dabei werden die Sauerstoffwerte, die Sedierungstiefe, die Atem- und Herz-Kreislauf-Funktion gemessen. Eine Überdosierung mit Lachgas birgt Risiken wie den Verlust des Bewusstseins, Übelkeit, Erbrechen, Lachkrämpfe, ist aber selten, da die Sedierungstiefe direkt steuerbar und messbar geworden ist.
Todesfälle und gefährliche Unfälle waren in der Vergangenheit in Sauerstoffmangel durch menschliches Versagen begründet, indem beispielsweise Sauerstoff- und Distickstoffmonoxid-Anschlüsse versehentlich vertauscht wurden.
Weiterhin darf laut TRGS 900 zur Arbeitsplatzsicherheit ein Grenzwert von 100 ml/m³ Lachgas in der Raumluft in Deutschland nicht überschritten werden. Dazu werden die Verwendung sog. Doppelmaskensysteme und raumluft-technische Anlagen empfohlen.